# 岩崎博
岩崎 博（1953年5月29日—），日本男性演員、聲優。藝名岩崎ひろし。

## 出演作品

### 電視動畫
1998年
- 星際牛仔（朱留斯）

1999年
- 亞克傳承（加魯阿諾）

2001年
- 元氣五胞胎（校長先生）

2002年
- 人造人009 完結篇（石之森章太郎）
- 呢間學校有古怪（貓頭鷹爺爺）

2003年
- 變身少年（羅伯托·德·帕尼尼）
- 人生交叉點（山下）
- 波波羅王國（チンさんJr、サボー先生、デブロボ、ヤズムビースト）
- 坦克王（奧奈達）

2004年
- 波波羅王國（加斯頓）
- 火影忍者（砂之守鶴）
- 火鳥（日壇）

2005年
- 真相之眼（キチエ）

2006年
- 內閣權力犯罪強制取締官 財前丈太郎（袴田邦弘）
- 魯邦三世 七日狂想曲（三輪摩托車司機）

2007年
- 新登場!飛天小女警Z（寅坊龍太、熱舞男）
- 物 怪化貓（福田壽太郎）

2008年
- 鬼太郎第五部（辻神）
- 骷髏13（特里·巴頓）
- ONE PIECE（赫古巴克、庫瑪西）

2009年
- 天降之物（爺爺、會長的父親）

2010年
- 天降之物f（爺爺）

2011年
- 惡魔奶爸（邦枝的爺爺）

2012年
- 美食獵人TORIKO（愚衛門）
- Smile 光之美少女！（赤鬼）

2013年
- 來自新世界（金子所長）

2014年
- 蟲師 續章（船長）
- 愛絲卡&羅吉的鍊金工房～黃昏天空之鍊金術士～（村人、村長）
- 笑傲曇天（屍千狼）
- 巴哈姆特之怒GENESIS（巴克科斯）
- 棺姬嘉依卡 AVENGING BATTLE（克林·摩根）

2016年
- 昭和元祿落語心中（工作人員、弁助師傅、文鳥師傅、大向（日语：大向う））
- 學戰都市Asterisk 第2期（久史塔伍·馬爾洛）
- 路人超能100（遺志黑〈正體〉）
- 排球少年！！烏野高中VS白鳥澤學園高中（橫山靜康）

2017年
- TRICKSTER －來自江戶川亂步「少年偵探團」－（立石善治郎）
- 昭和元祿落語心中 -助六再現篇-（席亭）
- 偶像事變（原藏人）
- 巴哈姆特之怒 VIRGIN SOUL（巴克科斯[1]）
- 梵諦岡奇蹟調查官（詹姆士·傑斯達）
- 時間支配者（雷虎）
- 我的女友是個過度認真的處女bitch（奶油〈犬〉）
- 鬼太郎第6期（反枕妖怪）

2018年
- 七大罪 戒律的復活（迦蘭）

2019年
- 七大罪 眾神的逆麟（迦蘭）

2020年
- ONE PIECE（黑炭大蛇）
- 勇者鬥惡龍 達伊的大冒險（馬佐荷）

2021年
- 緋紅結繫（科學家）
- 進化果實～不知不覺踏上勝利的人生～（巴納巴思）

2022年
- 相合之物（巽政）
- 名偵探柯南（向井幸吉）
- OVERLORD IV（奈沃亚）
- 聯盟空軍航空魔法音樂隊 光輝魔女（西里爾·戴高樂）
- 新福星小子（終太郎的爺爺）

2023年
- 真·進化果實～不知不覺踏上勝利的人生～（巴納巴思·艾布利特[2]）
- 被解僱的暗黑士兵（30多歲）慢生活的第二人生（史密斯[3]）

2024年
- 七大罪 啟示錄四騎士（混沌·迦蘭）
- 被隊伍驅逐的治癒師，其實是最強的（ミスト[4]）
- 科學×冒險生存！（ノウ博士[5]）

2025年
- 科學×冒險生存！（第2期）（ノウ博士[6]）

### 劇場版動畫
2015年
- 怪物的孩子

### 網路動畫
- FLAG（庫里斯特·巴羅奇）
- 美少女戰士Crystal（智者）
- 吸血鬼之愛（舞的爸爸）

### 遊戲
- 最终幻想X（堯=瑪伊卡）

### 廣播劇
- 死神的精確度（プロデューサーの男 他）

### 配音
- 星球大戰系列（C-3PO）
- 路雲·雅堅遜飾演的角色
- 紅矮星號(Kryten，從第十季開始接替已故的亀山助清)
- 三國 (電視劇)（魯肅）
- 大開眼戒
- 神鬼玩家（John C. Reilly）
- 一千零一夜（ランプの精、指輪の精ジニー）
- 射鵰英雄傳（周伯通、丘處機）
- 神鵰俠侶（周伯通）
- 銀河便車指南
- 少林足球（大師兄）

### 劇場版動畫
- 汽車總動員（キング／ストリップ・ウェザース）
- 辛普森家庭電影版（ピエロのクラスティ）
- 冰原歷險記3：恐龍現身(巴克密尼斯特)

### 日本電視劇
- NHK大河劇
  - 葵德川三代（2000年酒井忠世）
  - 武藏MUSASHI（2003年藤六）
  - 功名十字路（2006年島津義弘）

## 相關鏈接
- 公式プロフィール
- 青年座によるプロフィール （页面存档备份，存于）

1. ↑  . . 2016-12-29  [2016-12-30]. （原始内容存档于2016-12-30） （日语）.
2. ↑  . Comic Natalie. 2022-09-24  [2022-09-24]. （原始内容存档于2022-09-28） （日语）.
3. ↑  . Comic Natalie. 2022-11-18  [2022-11-18]. （原始内容存档于2022-11-18） （日语）.
4. ↑  . MANTANWEB. 2024-03-24  [2024-03-24]. （原始内容存档于2024-04-05） （日语）.
5. ↑  . Comic Natalie. 2024-09-20  [2024-09-20]. （原始内容存档于2024-09-20） （日语）.
6. ↑  . Comic Natalie. 2025-02-12  [2025-02-12] （日语）.